# Ludlow, Illinois
Ludlow är en ort i Champaign County i delstaten Illinois, USA.